# Chimen Abramsky
Chimen Abramsky (geboren 12. September 1916 in Minsk, Russisches Kaiserreich; gestorben 14. März 2010 in London, England) war ein britischer Judaist und Marxist.   

## Leben
Shimon Abramsky wurde als Sohn des Rabbiners Yehezkel Abramsky in Weißrussland geboren. Sein Vater wurde in der Sowjetunion als Jude verfolgt, und so emigrierte die Familie 1932 nach Großbritannien und lebte in London. 1936 ging er nach Palästina und studierte dort Geschichte an der Hebräischen Universität in Jerusalem. Bei einem Aufenthalt bei seinen Eltern 1939 wurde er durch den Ausbruch des Zweiten Weltkriegs daran gehindert nach Palästina zurückzukehren. Er arbeitete seither in der jüdischen Buchhandlung „Shapiro, Valentine & Co“ im Londoner East End und heiratete 1940 die Tochter des Besitzers, Miriam Nirenstein (1917–1997). Beide traten 1941, nach dem Kriegseintritt der Sowjetunion auf Seiten der Alliierten, der Communist Party of Great Britain (C.P.G.B.) bei. 1958, zwei Jahre nach der Niederschlagung der Ungarn-Aufstands, verließ er die Partei wieder. Abramsky gab in den 1940er Jahren in einem eigenen Kleinverlag eine Übersetzung von Georg Lukács’ Aufsätzen zum Realismus heraus.
In der Antiquariatsbuchhandlung handelte er mit hebräischen Büchern und Manuskripten, und das Auktionshaus Sotheby’s setzte auf seine Expertise. In den 1960er Jahren schloss er eine lebenslange Freundschaft mit Isaiah Berlin und wurde von diesem und einem größeren Kreis, zu dem auch E. H. Carr zählte, zu wissenschaftlicher und akademischer Tätigkeit ermutigt. Bei Erscheinen seines mit Henry Collins geschriebenen Werkes  über die britische Arbeiterbewegung im 19. Jahrhundert wurde er 1965 zum Fellow an das St Antony’s College in Oxford berufen und im Folgejahr zum Dozenten an das University College London. Um die formalen Qualifikationen zu erfüllen, legte er erst jetzt sein Examen zum M.A. in Jerusalem ab. Abramsky wurde 1974 am University College zum Leiter des Departments für Hebräisch und Jüdische Studien ernannt und erhielt eine Goldsmid Professur. Der Salon in seinem mit Büchern vollgestopften Haus war ein Treffpunkt für die britische marxistische Linke. 1989 wurde ihm die Festschrift Jewish History: Essays in Honour of Chimen Abramsky gewidmet, als Berater bei der Ausgabe fungierten Salo Baron, Isaiah Berlin, Shmuel Ettinger und Arnaldo Momigliano.
Mit seiner Frau hatte er zwei Kinder. 
Sein in den USA lebender Enkel, der Journalist und Sachbuchautor Sasha Abramsky, verfasste 2011 einen Nachruf auf Chimen Abramsky. 2014 folgte sein Buch The House of Twenty Thousand Books, in dem er Chimen Abramskys Werdegang erzählt, von seinen bibliophilen Sammlerstücken sowie von der Funktion seines Hauses als intellektuellem Treffpunkt in London. Es erschien in Übersetzung auch auf Deutsch mit einem Nachwort von Philipp Blom. Die Fragen des Rezensenten Hannes Hintermeier, wie Chimen Abramsky die Sammelleidenschaft finanziert habe und wie nach seinem Ableben die Sammlung verkauft wurde, bleiben in der Biografie unbeantwortet.

## Schriften
- mit Henry Collins: Karl Marx and the British labour movement: Years of the first International. London: Macmillan 1965